# Loures
Loures és un municipi portuguès, situat al districte de Lisboa, a la Regió de Lisboa i a la subregió de Gran Lisboa. L'any 2006 tenia 199.231 habitants. Limita a nord amb Arruda dos Vinhos, a l'est amb Vila Franca de Xira i l'estuari del Tajo, al sud-est amb Lisboa, al sud-oest amb Odivelas, a l'oest amb Sintra i al nord-oest amb Mafra.

## Població
| Població del concelho de Loures (1890 – 2004) | Població del concelho de Loures (1890 – 2004) | Població del concelho de Loures (1890 – 2004) | Població del concelho de Loures (1890 – 2004) | Població del concelho de Loures (1890 – 2004) | Població del concelho de Loures (1890 – 2004) | Població del concelho de Loures (1890 – 2004) | Població del concelho de Loures (1890 – 2004) | Població del concelho de Loures (1890 – 2004) | Població del concelho de Loures (1890 – 2004) | Població del concelho de Loures (1890 – 2004) | Població del concelho de Loures (1890 – 2004) | Població del concelho de Loures (1890 – 2004) | Població del concelho de Loures (1890 – 2004) |
| --------------------------------------------- | --------------------------------------------- | --------------------------------------------- | --------------------------------------------- | --------------------------------------------- | --------------------------------------------- | --------------------------------------------- | --------------------------------------------- | --------------------------------------------- | --------------------------------------------- | --------------------------------------------- | --------------------------------------------- | --------------------------------------------- | --------------------------------------------- |
| 1890                                          | 1900                                          | 1910                                          | 1920                                          | 1930                                          | 1940                                          | 1950                                          | 1960                                          | 1970                                          | 1981                                          | 1991                                          | 2001                                          | 2004                                          |                                               |
| 18219                                         | 22325                                         | 26274                                         | 26684                                         | 29014                                         | 35060                                         | 50440                                         | 102184                                        | 166550                                        | 276467                                        | 322158                                        | 199059                                        | 199231                                        |                                               |

## Freguesies
- Apelação
- Bobadela
- Bucelas
- Camarate
- Fanhões
- Frielas
- Loures
- Lousa
- Moscavide
- Portela
- Prior Velho
- Sacavém
- Santa Iria de Azóia
- Santo Antão do Tojal
- Santo António dos Cavaleiros
- São João da Talha
- São Julião do Tojal
- Unhos